# Thöni Industriebetriebe
Die international tätige Thöni Gruppe beschäftigt mehr als 900 Mitarbeiter. Der Hauptsitz ist in Telfs, Tirol. Sie ist als Produzent in der Aluminium-, Automobil- und Schlauchbranche sowie in den Bereichen Umwelt- und Energietechnik als auch im Maschinen- und Anlagenbau tätig.

## Unternehmensgeschichte
Das Unternehmen wurde 1964 von Arthur Thöni als Schlossereibetrieb gegründet und baute zwei Jahre später sein erstes Produktionsgebäude in Telfs. Nach der Übernahme der Schlauchproduktion von Elsinger & Söhne im Jahr 1970 wurde 1975 ein Eloxalwerk in Telfs in Betrieb genommen. 1984 wurde das Metallwerk Landeck übernommen und das erste Aluminium-Strangpresswerk in Betrieb genommen. 1991 wurde der Geschäftsbereich Umwelt Energietechnik als eigenständige Unternehmenseinheit gegründet, die sich mit der Gewinnung von erneuerbaren Energien aus organischen Abfällen und nachwachsenden Rohstoffen beschäftigt.

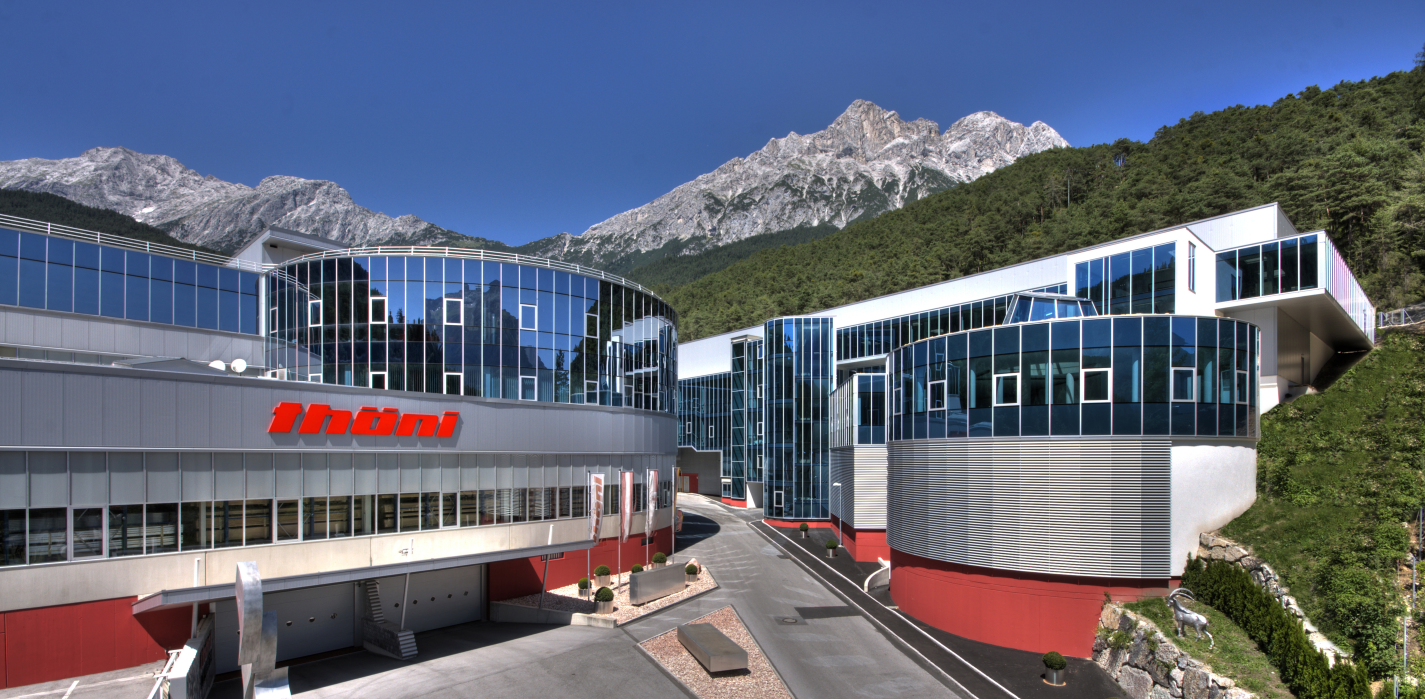
Aluminiumwerk in Telfs/Klammweg

Im deutschen Kempten (Allgäu) wurde 1995 das Tochterunternehmen Alu-Billets gegründet, das mittlerweile als Thöni Deutschland GmbH tätig ist.
2006 wurde die Thöni Automotive Components GmbH gegründet. Ende der 2000er Jahre wurde in Telfs das vierte Aluminium-Strangpresswerk errichtet und die Thöni Akademie ins Leben gerufen.
Heute ist die Thöni-Gruppe international mit Standorten in Österreich, Deutschland, Italien und den USA vertreten. Ein neuer Produktionsstandort des Bereichs Aluminium in Pfaffenhofen (Österreich) mit vollautomatisierten Produktionsabläufen wurde im September 2019 eröffnet. Am neuen Standort ist das fünfte Strangpresswerk in Kombination mit einer IHU-Presse in Betrieb.

## Produkte
Das Unternehmen Thöni produziert aktuell in Telfs und Pfaffenhofen auf fünf Strangpresswerken Aluminiumprofile, die unter anderem in der Automobil-, Möbel- und Bauindustrie eingesetzt werden. Der Rohstoff für die Herstellung der Aluminiumkomponenten sind Bolzen, die im Umschmelzwerk Kempten zu 80 % aus recyceltem Aluminium-Material produziert werden.

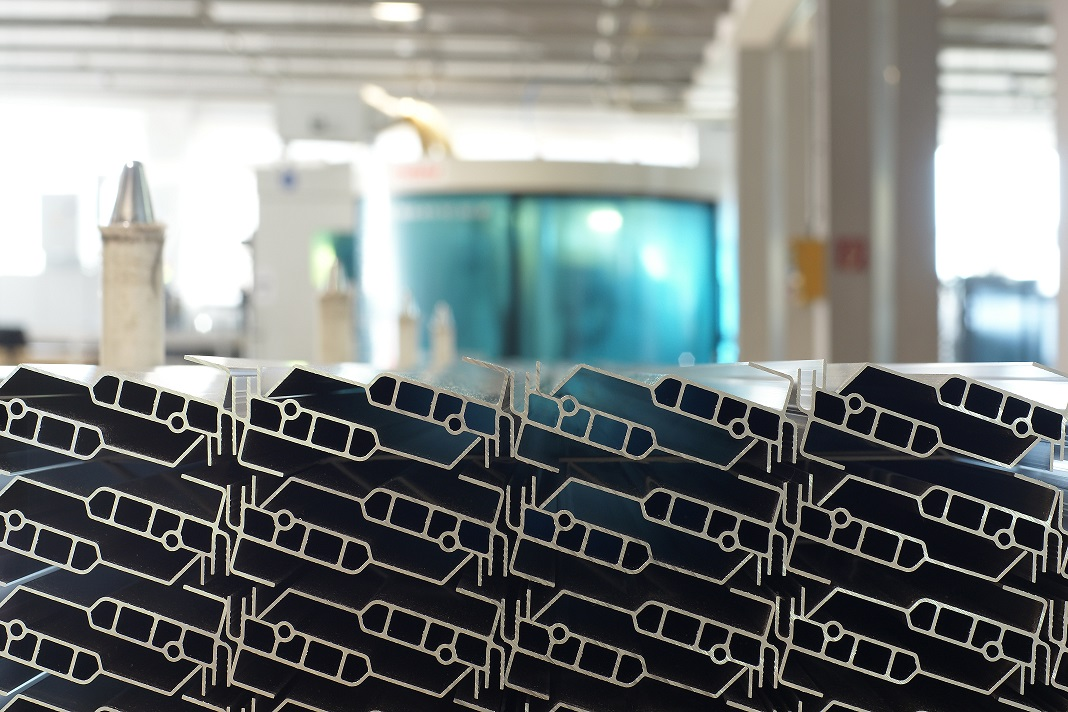
Aluminium-Strangpressprofile
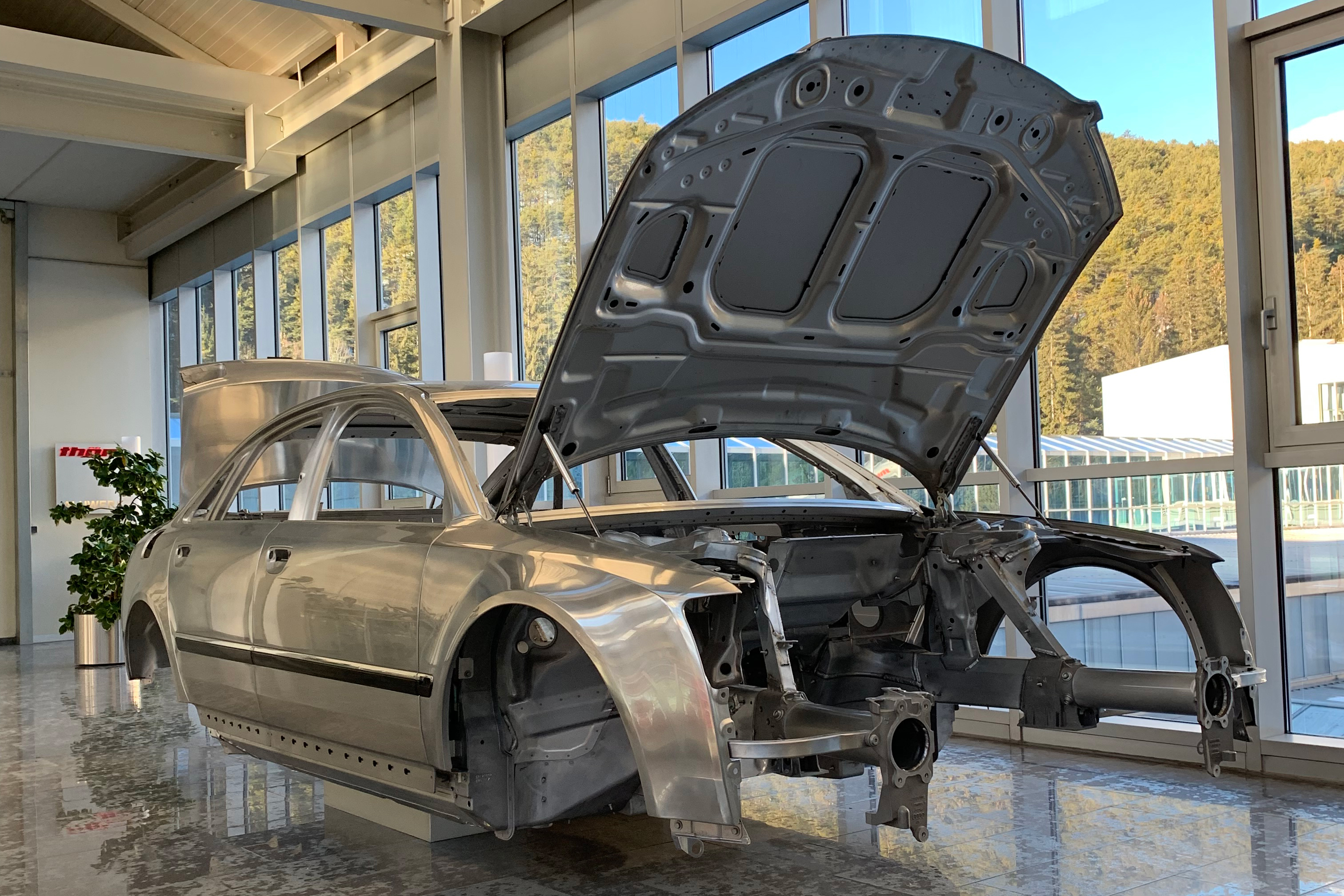
Aluminiumkomponenten für die Automobilindustrie
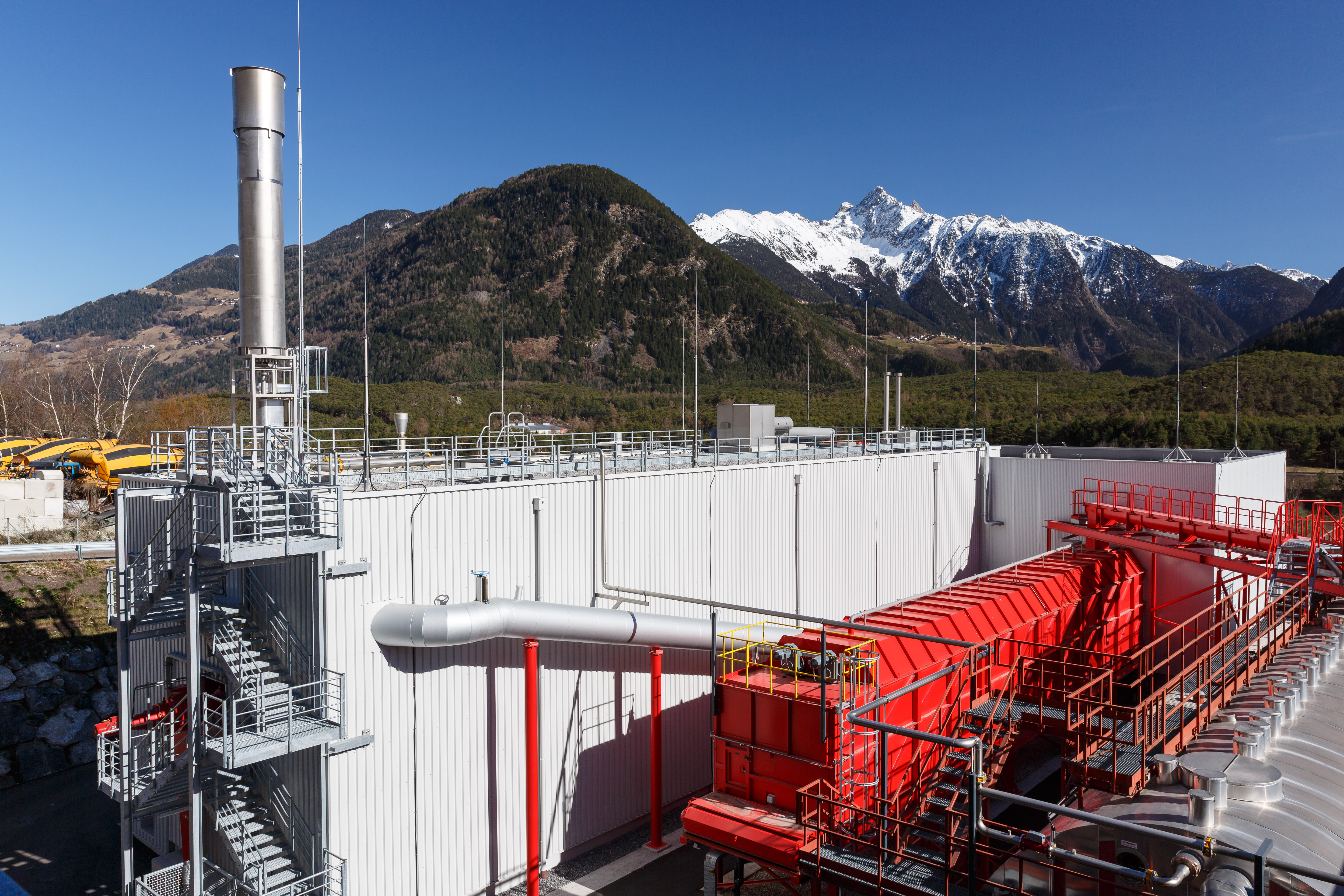
Trockenvergärungsanlage in Roppen, Österreich
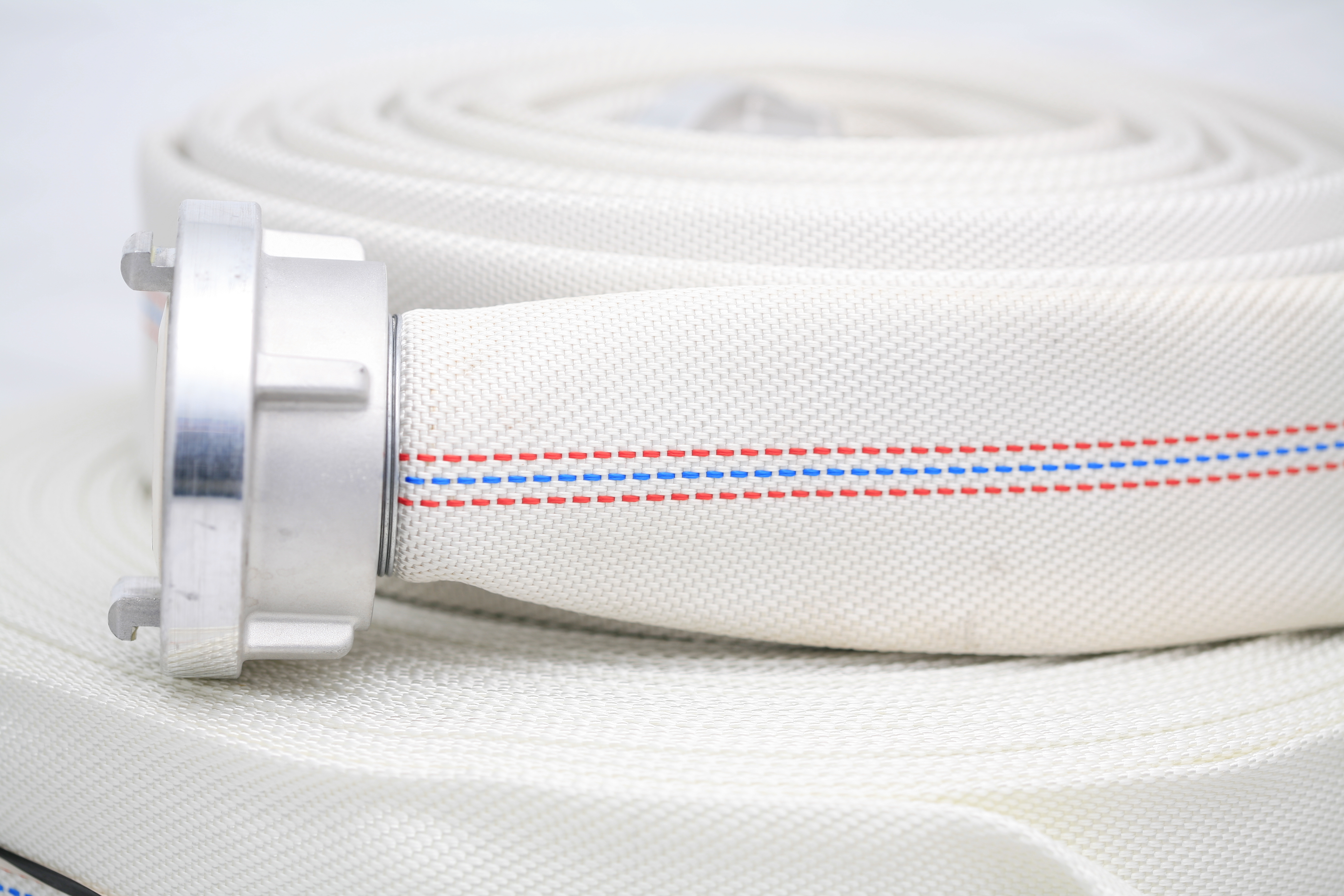
Feuerwehrschlauch mit typischer Kennzeichnung

## Standorte

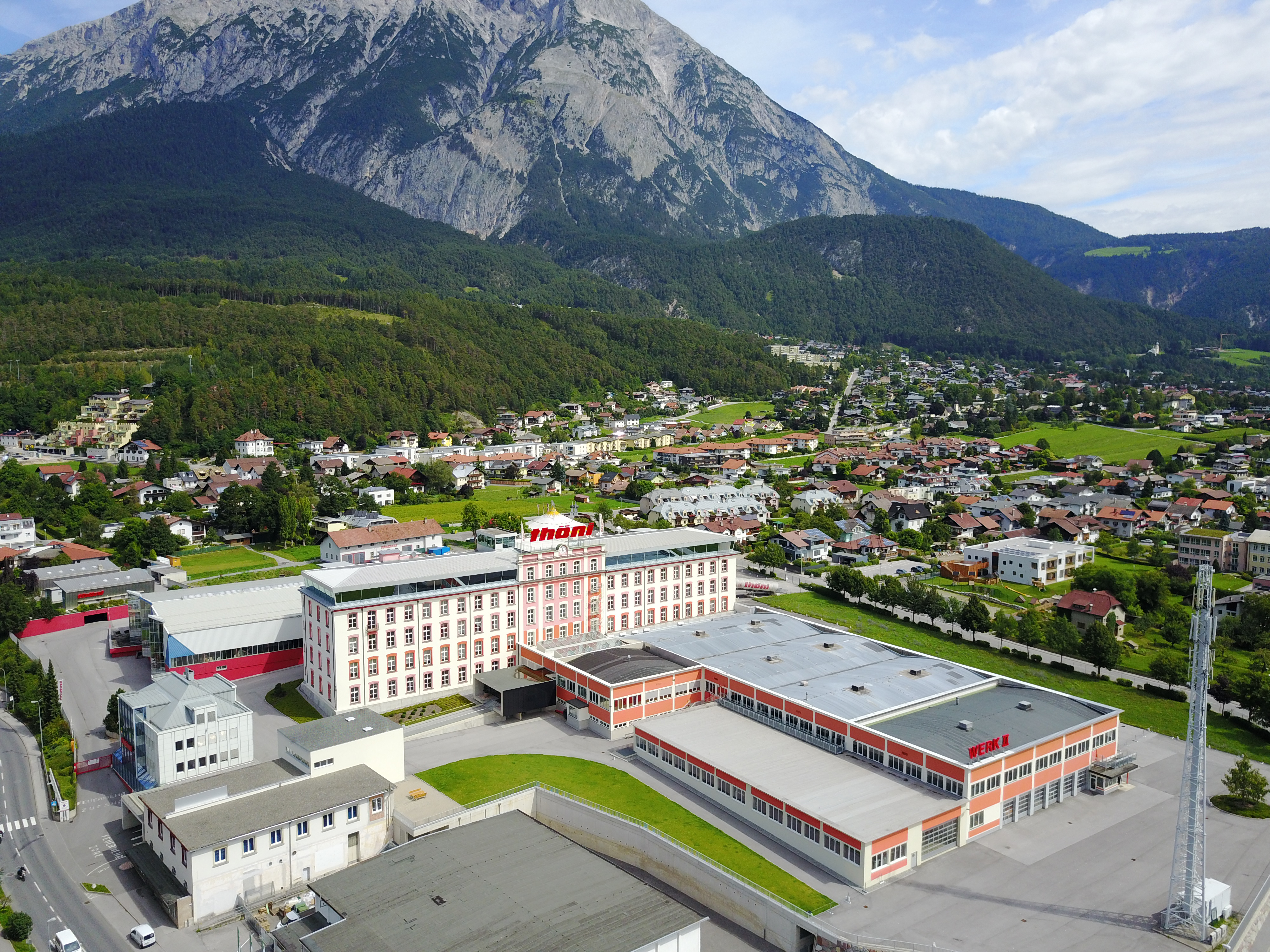
Telfs – Obermarktstraße, Österreich: Zentrale Verwaltung, „Thöni Akademie“
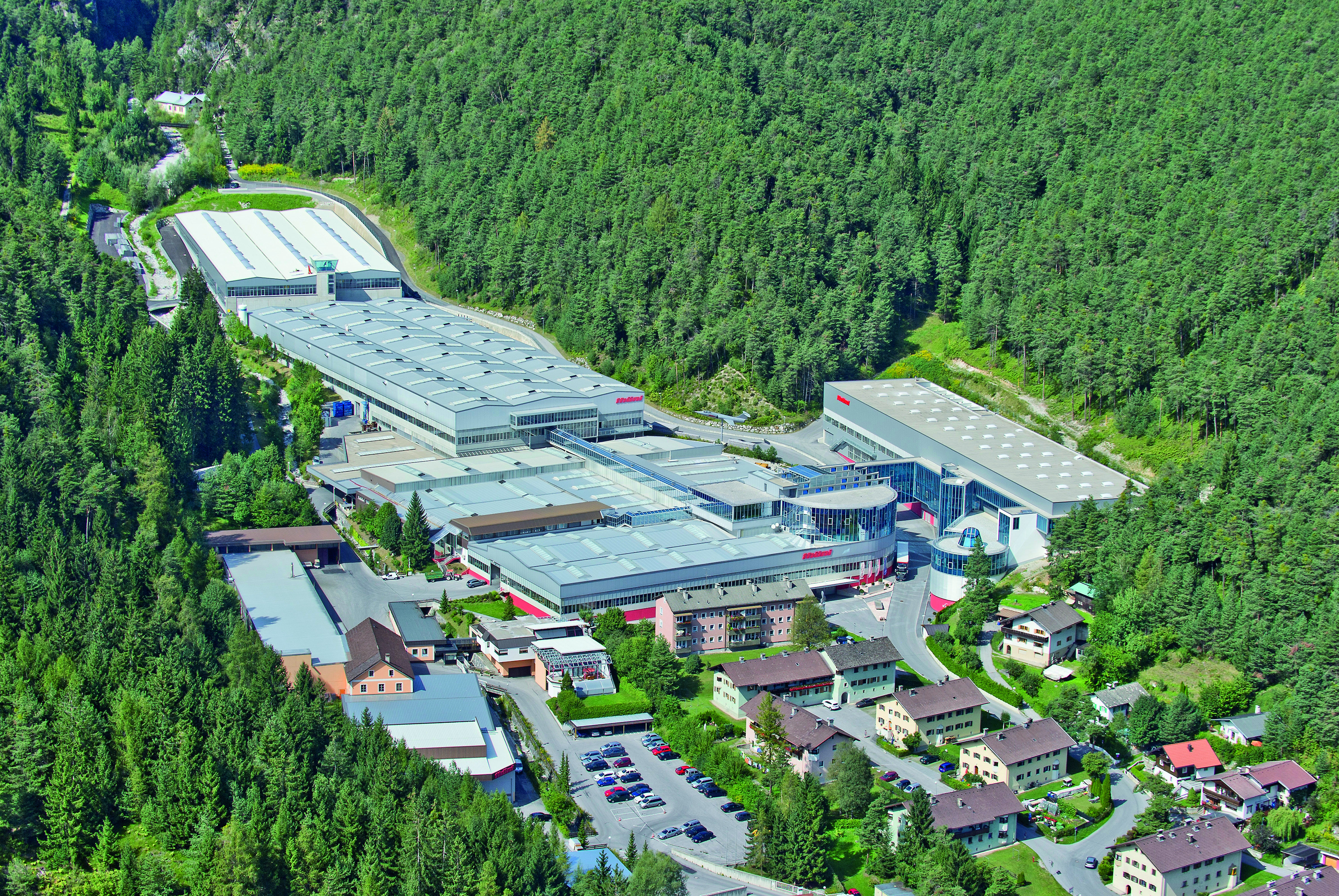
Telfs – Klammweg, Österreich: Bereich Aluminium: Verwaltung, Produktionshallen, Eloxalwerk. „Aluwelten“
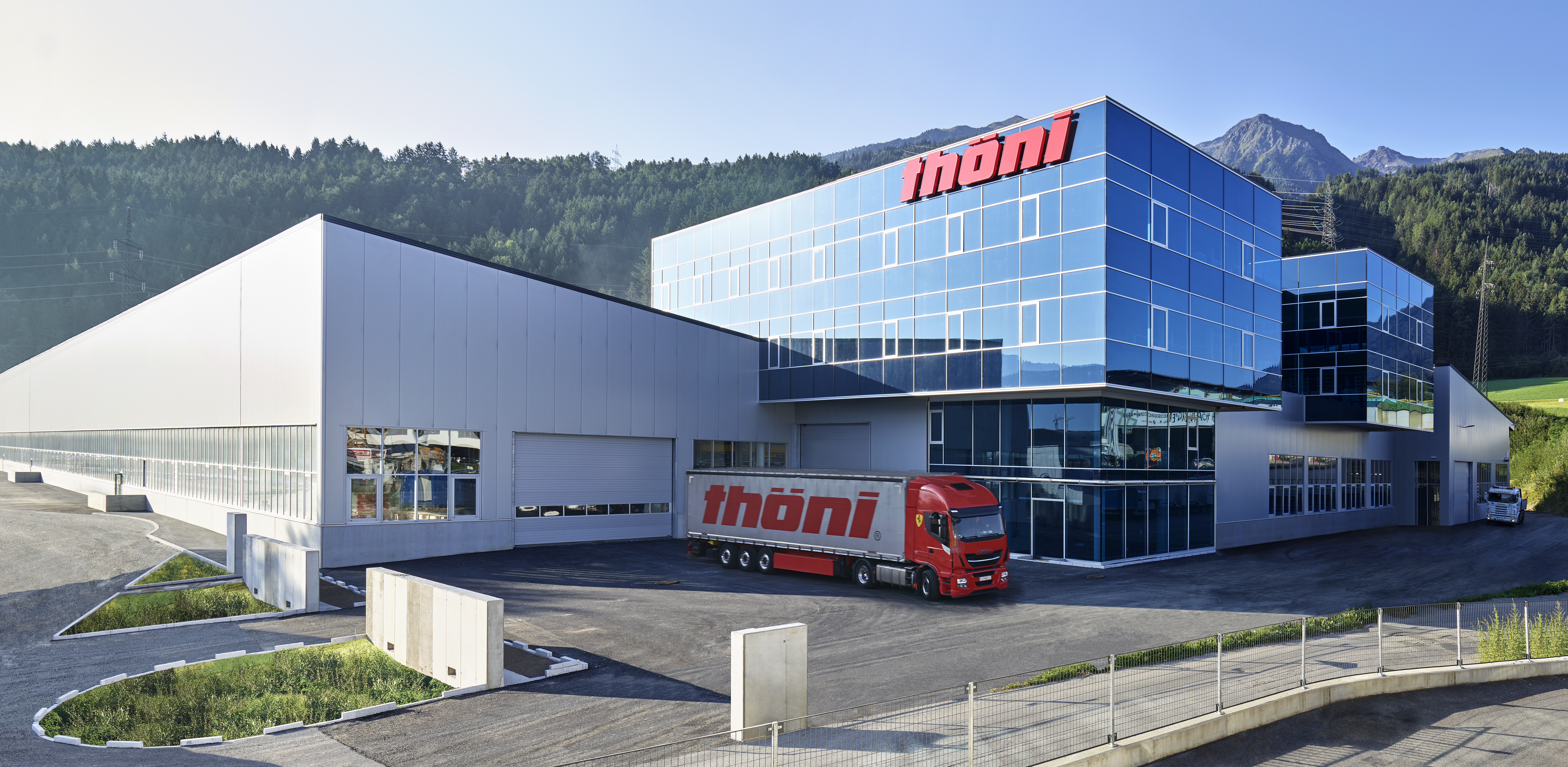
Pfaffenhofen, Österreich: Bereich Aluminium/Automotive Components: Produktionshalle
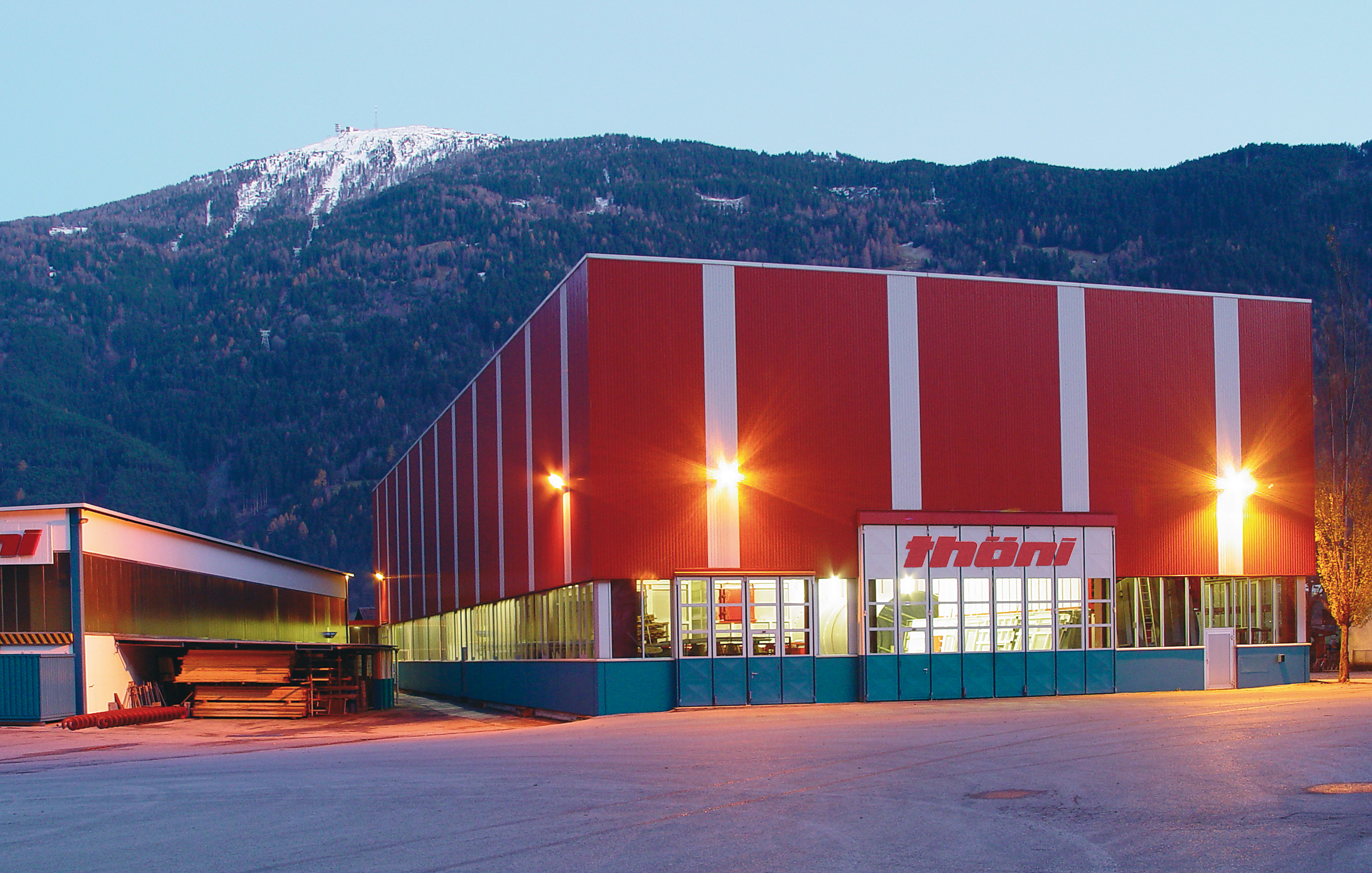
Landeck, Österreich: Metallwerk
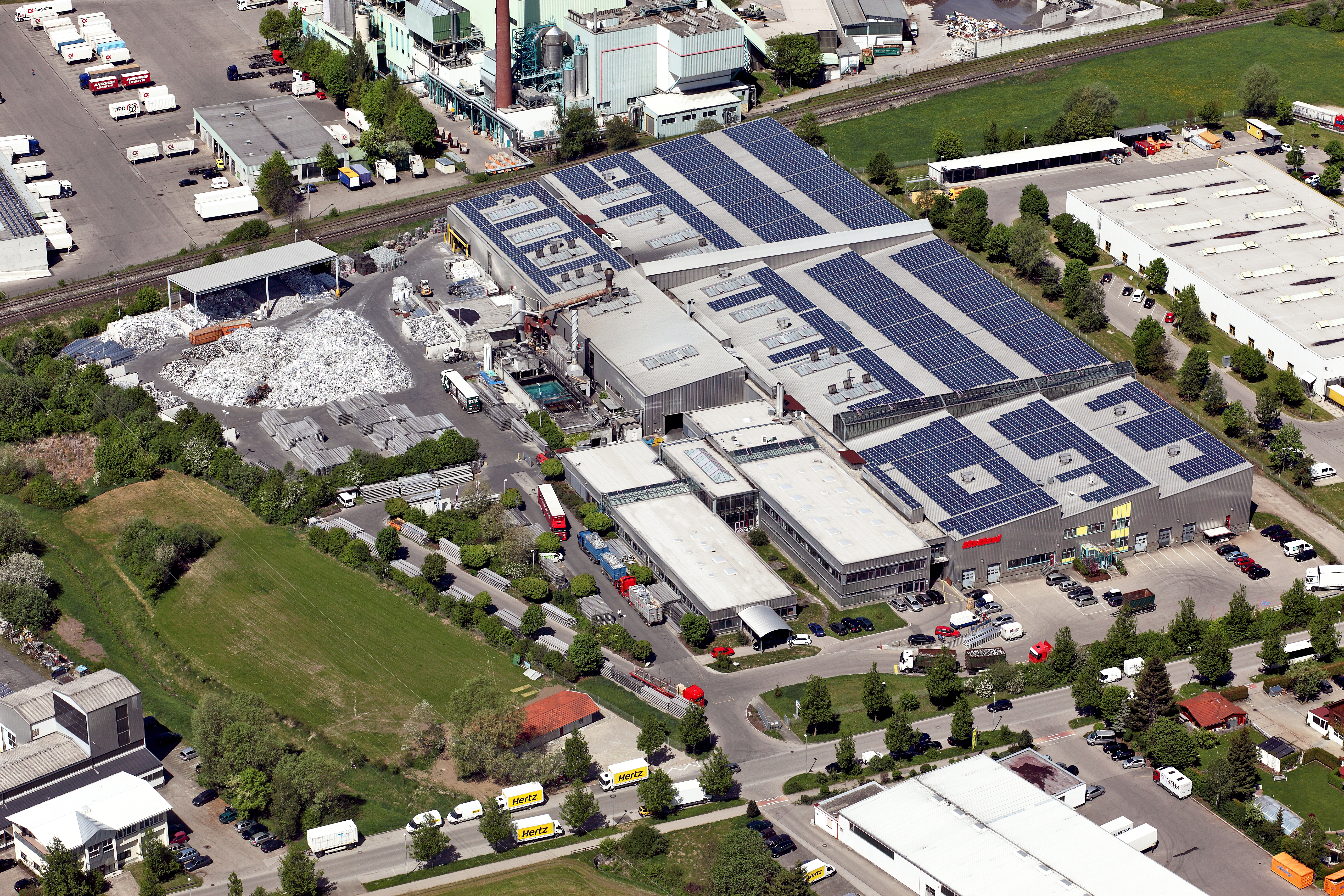
Kempten, Deutschland: Bereich Aluminium: Umschmelzwerk

## Ausbildung
Die „Thöni Akademie“ wurde 2008 als Zentrum für Aus- und Weiterbildung der Mitarbeiter gegründet. Unter diesen Rahmen fällt auch die Lehrlingsausbildung, für die 2008 eine Lehrwerkstätte und Labors ausgestattet wurden. In der Lehrlingsausbildung werden drei Lehrberufe, Elektrotechniker, Maschinenbautechniker und Mechatroniker angeboten. Seit 2009 ist zudem das Technische Gymnasium Telfs unter dem Dach der „Thöni Akademie“ (Technisches Gymnasium Telfs). Die fünfjährige Oberstufenform in Kooperation mit dem Bundesoberstufenrealgymnasium Telfs bietet neben der Matura zusätzlich eine Berufsausbildung mit Lehrabschluss in Mechatronik oder Automatisierungstechnik.

## Sonstiges

### Zertifizierungen und Auszeichnungen

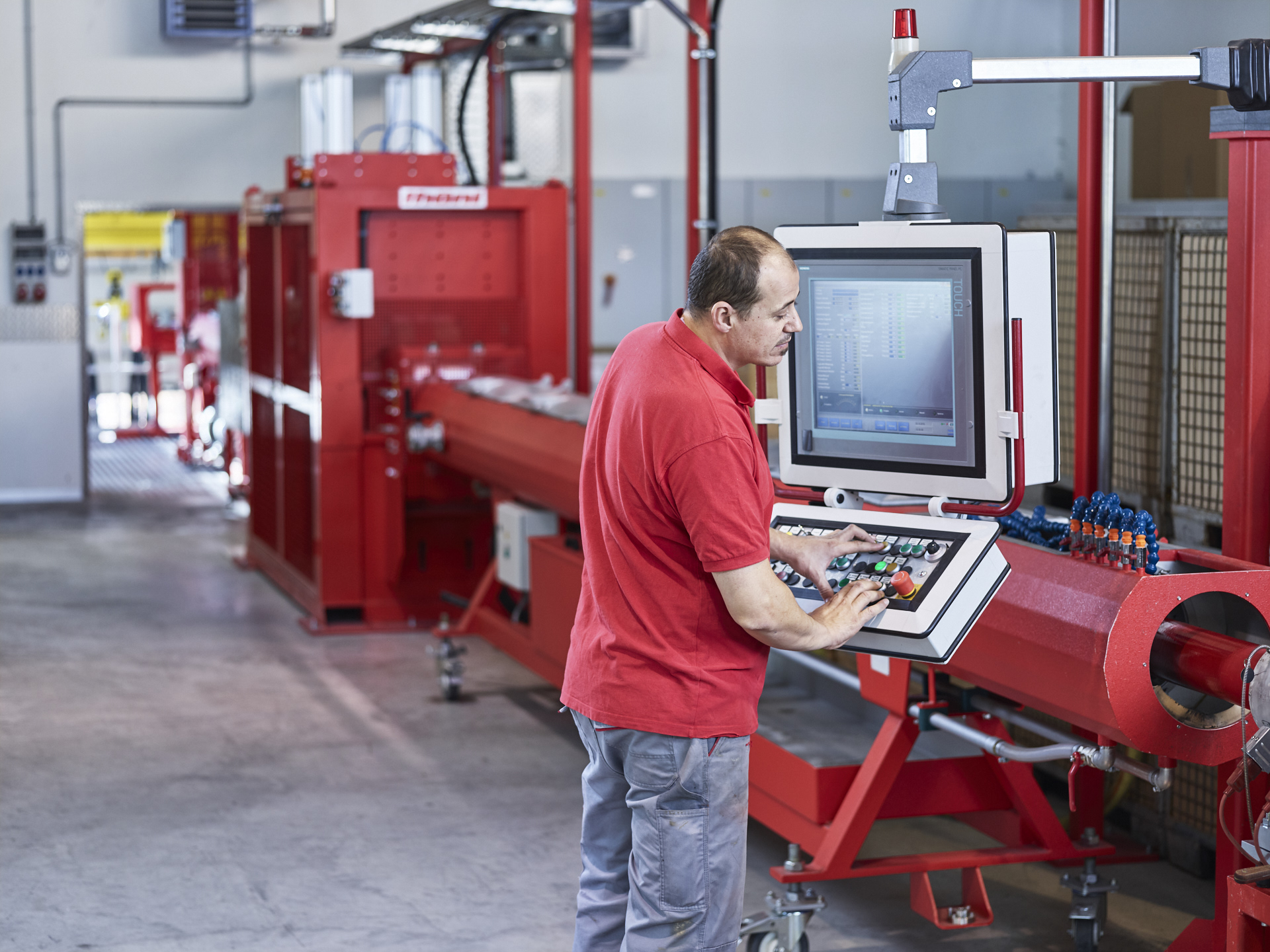
PU-Extrusionsanlage, entwickelt zur Herstellung besonders anspruchsvoller Schläuche

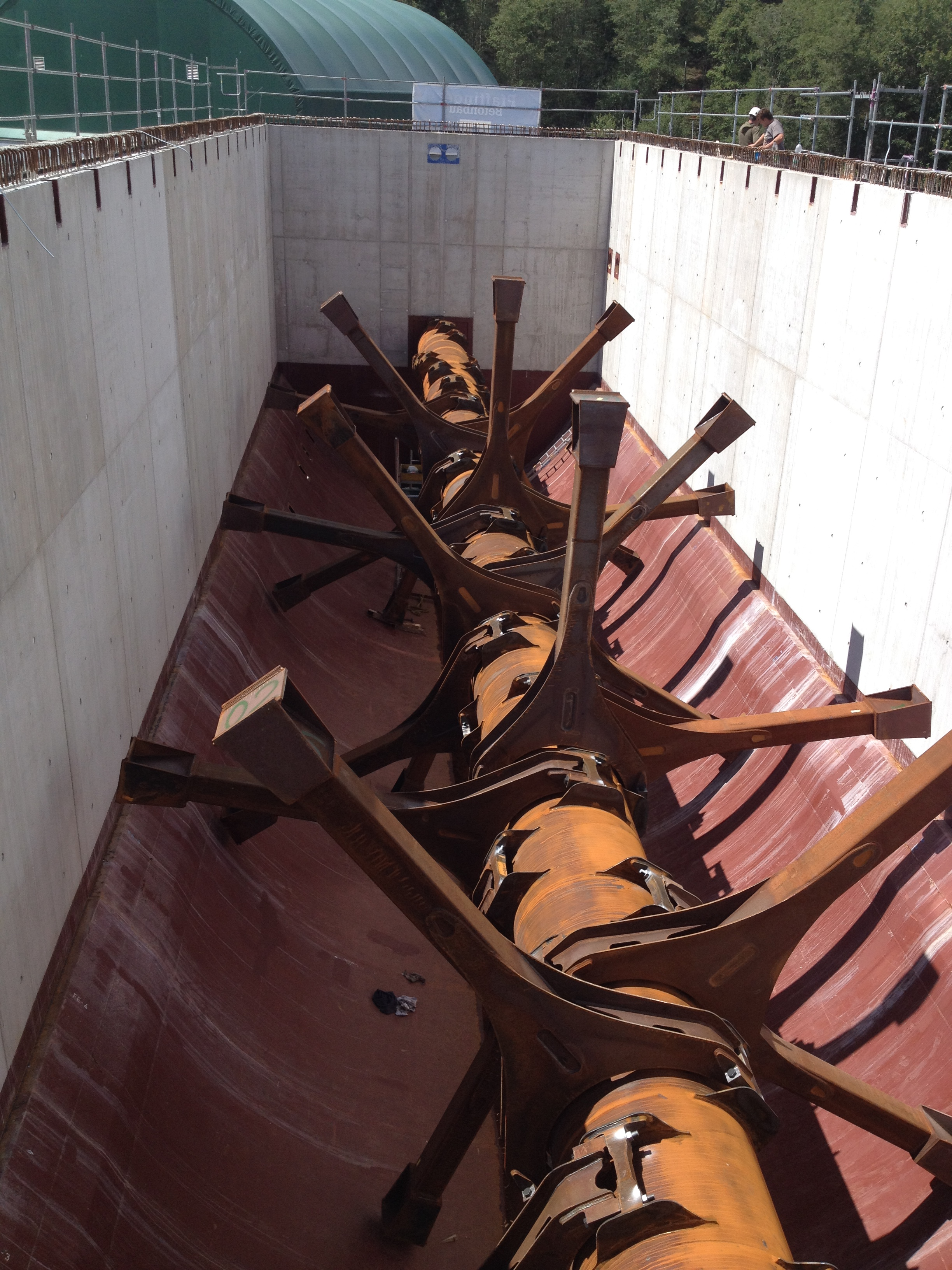
Thöni Paddelrührwerk im Pfropfenstromfermenter

Die Lehrausbildung des Unternehmens ist sowohl vom Staat Österreich als auch vom Land Tirol ausgezeichnet. Das Qualitätsmanagement- und Umweltmanagementsystem ist nach ISO 9001 und ISO 14001 zertifiziert. Einzelne Standorte und Bereiche sind nach weiteren Standards zertifiziert, wie der Norm IATF 16949 der Automobilbranche.

### Forschung und Entwicklung
Im Jahr 2009 wurde eine Forschungs- und Entwicklungsabteilung eingerichtet. Thöni entwickelt die Technologien der Biogasanlagen im Bereich Maschinen- und Anlagenbau, Produktionsanlagen, wie die PU-Extrusionsanlage im Bereich Schlauch sowie Verfahren und Legierungen im Bereich Aluminium.